# Stargate (gruppo di produttori)
Gli Stargate sono un gruppo di produttori discografici norvegesi composto da Tor Erik Hermansen e Mikkel S. Eriksen.
Il duo ha base a New York, e affronta diversi generi musicali, principalmente R&B, pop e hip hop.
Il duo è divenuto noto nel 2006, quando due brani da loro composti sono finiti in cima alla Billboard Hot 100 statunitense, ovvero So Sick di Ne-Yo e Irreplaceable di Beyoncé. Da allora il loro stile musicale si è imposto nel panorama musicale internazionale, fatto principalmente di ballate costruite in maniera anticonvenzionale su basi fatte principalmente di sintetizzatore e tastiera. Dopo numerosi premi, gli Stargate hanno ricevuto il primo Grammy Award nel 2009 grazie a Miss Independent di Ne-Yo.
Dal 2010 al 2011, gli Stargate hanno incrementato il proprio successo grazie alla lavorazione dell'album Loud della cantante barbadiana Rihanna, per la quale hanno scritto e prodotto tre singoli che, di fila, sono finiti alla numero uno nella Billboard Hot 100: What's My Name?, Only Girl (in the World) e S&M.

## Storia del gruppo

### Primi anni
Gli Stargate si formarono nel 1997 a Trondheim, Norvegia, dall'incontro tra Tor Erik Hermansen, Mikkel S. Eriksen e Hallgeir Rustan. Dopo aver composto alcuni brani per artisti britannici, nel 1999 il trio ottiene il primo successo internazionale grazie alla produzione di S Club Party della boyband inglese S Club 7; il singolo riscuote un enorme successo non solo nel Regno Unito, dove arriva alla posizione numero 2, ma anche in Australia e Nuova Zelanda, dove arriva rispettivamente alla posizione numero 2 e 1. Il trio nel 2001 ottiene la numero 1 della classifica britannica grazie a un'altra boyband mista, gli Hear'Say, grazie alla produzione del loro singolo The Way to Your Love. In questo periodo i tre artisti norvegesi scrivono e producono canzoni che hanno successo un po' in tutta Europa, per giovani artisti come Samantha Mumba, Mis-Teeq, Atomic Kitten, Blue, 5ive e Shola Ama.

### Il successo mondiale
Dopo aver composto molte hit di artisti idoli dei teen-ager e, grazie a queste, aver raggiunto più volte la top10 britannica, Hermansen e Eriksen decidono di andare in America per fare il gran salto, mentre Rustan preferisce rimanere in Norvegia per non allontanarsi dalla famiglia. Così i due superstiti si stabiliscono a New York nel 2005 e incontrano il cantante Ne-Yo ai Sony Music Studios: il cantante ha già iniziato a lavorare al suo primo album, ma decide di affidarsi al duo norvegese dopo aver ascoltato i loro lavori, e così i tre si ritrovano a lavorare insieme in una sessione di registrazione che produce già nel suo secondo giorno la canzone So Sick, che all'inizio del 2006 arriva a sorpresa al numero 1 della Hot 100 in USA, lanciando Ne-Yo come cantante R&B e il duo norvegese come nuovo e innovativo team di produttori. Da qui in poi Hermansen e Eriksen iniziano una lunga e fruttuosa collaborazione col cantante, la quale sfornerà successi non solo per Ne-Yo stesso ma anche per altri artisti.
Sempre nel 2006 i due produttori norvegesi e il cantante scrivono e producono un brano per la giovane cantante barbadoriana Rihanna chiamato Unfaithful, che oltre a entrare nella top10 della Hot 100 ha successo in tutto il mondo, arrivando ai vertici di moltissime classifiche internazionali. Ancora nello stesso anno i due norvegesi e Ne-Yo raggiungono Beyoncé durante la sessione di registrazione del suo secondo album, e insieme producono Irreplaceable. Stavolta il successo è senza precedenti, nettamente superiore alle loro hit precedenti: il singolo di Beyoncé arriva al numero 1 della Hot 100 e vi resta per 10 settimane consecutive tra fine 2006 e inizio 2007, e raggiunge la prima posizione anche in molte altre classifiche di Billboard, tra cui la Hot R&B/Hip-Hop Songs e la Pop 100. Il singolo arriva al numero 1 anche in Australia, Irlanda e Nuova Zelanda.
Grazie all'enorme successo ottenuto da queste tre hit, il team Stargate emerge come il produttore numero 1 del 2006 secondo Billboard e riceve numerosi premi sia in Nord America che in Norvegia. Nel 2007 Stargate produce il duetto tra Beyoncé e Shakira, Beautiful Liar, il quale raggiunge la prima posizione in più di 30 paesi, prolungando e aumentando in tal modo il successo mondiale del duo di produttori e della cantante statunitense. Nel corso dello stesso anno Stargate torna in studio a comporre brani per i nuovi lavori di Ne-Yo e Rihanna, dando vita a nuovi successi internazionali: il duetto tra i due Hate That I Love You, Because of You di Ne-Yo e Don't Stop the Music di Rihanna.

## Primi riconoscimenti
Ai Grammy Awards 2008 gli Stargate hanno ricevuto sei nomination grazie a cinque brani, tra cui Irreplaceable nella categoria Canzone dell'anno, Hate That I Love You in quella di Miglior canzone R&B e Don't Stop the Music in quella di Miglior canzone dance. Nel 2008 il duo torna al lavoro con Ne-Yo per comporre alcune tracce da inserire nel suo terzo album, Year of the Gentleman, e il risultato della collaborazione sforna quattro brani, tra cui i futuri singoli Closer e Miss Independent. Ai Grammy Awards 2009 il duo scandinavo riceve più di dieci nomination, e stavolta riesce a portare a casa il primo Grammy proprio grazie a Miss Independent di Ne-Yo., nella categoria "Miglior canzone R&B".

## Discografia

### Singoli prodotti da Stargate
| Anno | Canzone (Artista)                                | Classifica | Classifica | Classifica | Classifica | Classifica | Classifica | Classifica | Classifica | Album                 |
| Anno | Canzone (Artista)                                | US         | UK         | AUS        | CAN        | IRL        | NZ         | GER        | FRA        | Album                 |
| ---- | ------------------------------------------------ | ---------- | ---------- | ---------- | ---------- | ---------- | ---------- | ---------- | ---------- | --------------------- |
| 1999 | "S Club Party" (S Club 7)                        | NR         | 2          | 2          | NR         | 9          | 1          | NR         | NR         | S Club                |
| 1999 | "Two in a Million" (S Club 7)                    | NR         | 2          | 23         | NR         | 8          | 1          | NR         | NR         | S Club                |
| 2000 | "Day & Night (Remix)" (Billie Piper)             | NR         | 1          | 8          | NR         | 13         | 6          | NR         | NR         | Walk of Life          |
| 2002 | "Always Come Back to Your Love" (Samantha Mumba) | NR         | 3          | 35         | NR         | 1          | 43         | NR         | NR         | Gotta Tell You        |
| 2002 | "Sorry Seems to Be the Hardest Word" (Blue)      | NR         | 1          | 43         | NR         | 3          | 5          | 3          | 6          | One Love              |
| 2006 | "So Sick" (Ne-Yo)                                | 1          | 1          | 4          | 1          | 2          | 2          | 11         | 11         | In My Own Words       |
| 2006 | "Unfaithful" (Rihanna)                           | 6          | 2          | 2          | 1          | 2          | 4          | 2          | 7          | A Girl like Me        |
| 2006 | "Walk Away (Remember Me)" (Paula DeAnda)         | 18         | 60         | -          | -          | -          | -          | -          | -          | Paula DeAnda          |
| 2006 | "I Call It Love" (Lionel Richie)                 | 62         | 45         | -          | -          | -          | -          | 33         | 29         | Coming Home           |
| 2006 | "We Ride" (Rihanna)                              | -          | 17         | 24         | -          | 17         | 7          | 45         | -          | A Girl like Me        |
| 2006 | "Irreplaceable" (Beyoncé)                        | 1          | 4          | 1          | 1          | 1          | 1          | 11         | 10         | B'Day                 |
| 2007 | "Beautiful Liar" (Beyoncé)                       | 3          | 1          | 5          | 2          | 1          | 1          | 1          | 1          | B'Day                 |
| 2007 | "Wait for You" (Elliott Yamin)                   | 13         | -          | -          | 22         | -          | -          | -          | -          | Elliott Yamin         |
| 2007 | "Because Of You" (Ne-Yo)                         | 2          | 4          | 23         | 40         | 10         | 1          | 30         | 25         | Because Of You        |
| 2007 | "Don't Stop the Music" (Rihanna)                 | 3          | 4          | 1          | 2          | 3          | 3          | 1          | 1          | Good Girl Gone Bad    |
| 2007 | "Hate That I Love You" (Rihanna)                 | 7          | 15         | 14         | 17         | 13         | 6          | 11         | 16         | Good Girl Gone Bad    |
| 2007 | "Tattoo" (Jordin Sparks)                         | 8          | 22         | 5          | 2          | 48         | 12         | 19         |            | Jordin Sparks         |
| 2007 | "With You" (Chris Brown)                         | 2          | 8          | 5          | 2          | 3          | 1          | 20         | 11         | Exclusive             |
| 2008 | "Take a Bow" (Rihanna)                           | 1          | 1          | 3          | 1          | 1          | 2          | 6          | 12         | Good Girl Gone Bad    |
| 2008 | "Closer" (Ne-Yo)                                 | 7          | 1          | 8          | 19         | 3          | 3          | 4          | -          | Year of the Gentleman |
| 2008 | "Spotlight" (Jennifer Hudson)                    | 24         | 11         | 73         | 69         | 32         | 21         | 58         | -          | Jennifer Hudson       |
| 2008 | "Miss Independent" (Ne-Yo)                       | 7          | 6          | 40         | 21         | 9          | 4          | -          | 16         | Year of the Gentleman |
| 2008 | "Mad" (Ne-Yo)                                    | 11         | 19         | 86         | 30         | 30         | 5          | -          | -          | Year of the Gentleman |
| 2009 | "Come Back To Me" (Utada)                        | -          | -          | -          | -          | -          | -          | -          | -          | This Is The One       |
| 2009 | "I Need a Girl" (Trey Songz)                     | 59         | -          | -          | -          | -          | -          | -          | -          | Ready                 |
| 2009 | "Be on You" (Flo Rida)                           | 27         | 51         | -          | -          | -          | -          | -          | -          | R.O.O.T.S.            |
| 2009 | "Broken-Hearted Girl" (Beyoncé)                  | -          | 194        | 57         | -          | -          | -          | -          | -          | I Am...Sasha Fierce   |
|      | Totale canzoni al primo posto                    | 3          | 6          | 2          | 4          | 3          | 6          | 2          | 2          |                       |
|      | Totale canzoni giunte nella top ten              | 11         | 15         | 10         | 7          | 13         | 13         | 6          | 5          |                       |

### 1999
5ive - Invincible 
- 05. Two Sides to Every Story
- 06. You Make Me a Better Man

 Noora Noor - Curious 
- 01. Curious
- 03. Something to Remember
- 04. This Is What We Like
- 05. Official
- 06. Hittin' on My Friend
- 07. I Wonder Why
- 08. Speaker Phone
- 10. Nobody's Business
- 11. Love but Leave
- 12. What About Love

 Shola Ama - In Return 
- 01. Still Believe
- 14. Queen for a Day

 S Club 7 - S Club 
- 03. Two in a Million
- 04. S Club Party
- 06. Viva la fiesta
- 09. Friday Night
- 11. Hope for the Future

### 2000
Cleopatra - Steppin' Out 
- 03. U Got It
- 10. You Can't Be In My Life
- 11. Bingo My Love

 Fierce - Sweet Love 2K CDS 
- 01. Sweet Love 2K (Stargate Radio Edit)

### 2001
Alsou - Alsou 
- 15 All of Me

 Mis-Teeq - Lickin' on Both Sides 
- 01. One Night Stand

 Mikaila - Mikaila 
- 01. So In Love With Two
- 06. It's All Up to You
- 08. My Dream Is Gone
- 11. Because of You

 Samantha Mumba - Gotta Tell You 
- 07. Always Come Back to Your Love
- 12. Stand By Your Side

 Cher - Living Proof 
- 05. Rain, Rain
- 09. Real Love

 Blue - All Rise 
- 01. All Rise
- 05. Fly By II
- 06. Bounce
- 08. Make It Happen

 The Spooks - Sweet Revenge CDS 
- 01. Sweet Revenge (Stargate Radio Mix)
- 02. Sweet Revenge (Stargate Extended Radio Mix)

 Urban Renewal - The Songs of Phil Collins 
- 10. Do You Remember? (Debelah Morgan)

### 2002
Beenie Man - Tropical Storm 
- 07. Street Life

 Blue - One Love 
- 01. One Love
- 02. Riders
- 04. Sorry Seems to Be the Hardest Word (feat. Elton John)
- 05. She Told Me
- 07. U Make Me Wanna
- 08. Ain't Got You

 Atomic Kitten - Feels So Good 
- 01. It's OK!

### 2003
Des'ree - Dream Soldier 
- 01. It's Okay (Stargate Radio Edit)

 Mis-Teeq - Eye Candy 
- 02. Scandalous

 Atomic Kitten - Ladies Night 
- 02. Be With You
- 07. The Last Goodbye

 Blue - Guilty 
- 06. When Summer's Gone
- 07. Alive

 Lemar - Dedicated 
- 04. 50/50

 Mario - C'mon 
- 03. C'mon (Stargate Radio Mix)

### 2004
Javine - Surrender 
- 01. Real Things
- 03. Don't Walk Away
- 07. Where You Are
- 09. Surrender (Your Love)

 Blue - Best of Blue 
- 12. Curtain Falls

 Speedway - Save Yourself 
- 03. Can't Turn Back
- 12. All That Matters

### 2005
Sandra Lyng Haugen - Døgnvill 
- 02. Alt jeg vil ha
- 03. Lykken er

 Rihanna - Music of the Sun 
- 09. Let Me

### 2006
Ne-Yo - In My Own Words 
- 04. So Sick
- 11. Sexy Love
- 12. Let Go
- 13. Time

 Rihanna - A Girl like Me 
- 03. Unfaithful
- 04. We Ride

 Jeannie Ortega - No Place Like BKLYN 
- 04. Crowded

 Jessica Simpson - A Public Affair 
- 11. I Don't Want to Care
- 14. I Belong to Me

 Paula DeAnda - Paula DeAnda 
- 02. Walk Away (Remember Me) (feat. The DEY)
- 06. So Cold

 Beyoncé - B'Day 
- 09. Irreplaceable

 Lionel Richie - Coming Home 
- 01. I Call It Love

 Mario Vazquez - Mario Vazquez 
- 01. Gallery
- 02. I Bet
- 05. We Gon' Last
- 08. Fired Up

 JoJo - The High Road 
- 09. Let It Rain

 Ruben Studdard - The Return 
- 06. One Side

 Simon Webbe - Lay Your Hands CDS 
- 03. Lay Your Hands (Stargate Remix)

 Nas - Hip Hop Is Dead 
- 08. Not Going Back (feat. Kelis)

### 2007
Elliott Yamin - Elliott Yamin 
- 02. Wait for You
- 04. One Word

 Beyoncé - B'Day (Deluxe) 
- 01. Beautiful Liar (feat. Shakira)
- 10. If

 Joe - Ain't Nothin' Like Me 
- 02. If I Was Your Man
- 08. It's Me

 Ne-Yo - Because of You 
- 01. Because of You
- 12. Go On Girl

 Rihanna - Good Girl Gone Bad 
- 03. Don't Stop the Music
- 06. Hate That I Love You (feat. Ne-Yo)
- 12. Good Girl Gone Bad
- 13. Cry

 Enrique Iglesias - Insomniac 
- 05. On Top of You

 Huey - Notebook Paper 
- 12. Nobody Loves the Hood

 Trey Songz - Trey Day 
- 06. Can't Help but Wait
- 11. Missin' You

 Chris Brown - Exclusive 
- 04. With You

 The D.E.Y. - The DEY Has Come EP 
- 03. No Looking Back
- 06. She Said

 Leona Lewis - Spirit 
- 08. Angel

 Jordin Sparks - Jordin Sparks 
- 01. Tattoo
- 04. Freeze
- 08. Just for the Record
- 13. Virginia Is for Lovers (Bonus Track)

 Mario - Go! 
- 04. How Do I Breathe
- 13. What Is It Gonna Be (USA/iTunes Bonus Track)

 Mary J. Blige - Growing Pains 
- 10. Fade Away
- 11. What Love Is

### 2008
Lindsay Lohan - Bossy CDS 
- 01. Bossy

 Janet Jackson - Discipline 
- 08. 2nite

Mariah Carey - E=MC²
- 06. I'm That Chick
- 13. Bye Bye

 Kelly Rowland - Ms. Kelly Deluxe 
- 04. Broken

 Usher - Here I Stand 
- 12. His Mistakes
- 14. What's a Man to Do

 Sean Garrett - Turbo 919 
- 7. Lay Up Under Me

 Rihanna - Good Girl Gone Bad: Reloaded 
- 13. Take a Bow

 Nas - Untitled 
- 06. America

 Ne-Yo - Year of the Gentleman 
- 01. Closer
- 04. Mad
- 05. Miss Independent
- 10. Back to What You Know

 Jazmine Sullivan - Fearless 
- 07. After the Hurricane

 Jennifer Hudson - Jennifer Hudson 
- 01. Spotlight
- 09. Can't Stop the Rain

 Michelle Williams - Unexpected 
- 10. Stop This Car

 Shontelle - Shontelligence 
- 03. Superwoman

 Beyoncé - I Am... Sasha Fierce 
- 04. Broken-Hearted Girl
- 05. Ave Maria

### 2009
Trey Songz - Ready 
- 04. I Need a Girl

 Whitney Houston - I Look to You 
- 03. Call You Tonight
- 06. A Song for You

 Michael Jackson - Remix Suite I 
- 05. Skywriter (Stargate Remix)

 Rihanna - Rated R 
- 02. Wait Your Turn
- 04. Stupid in love
- 08. Rude Boy (Rihanna)
- 11. Te Amo

 Mary J. Blige - Stronger with Each Tear 
- 05. I Feel Good
- 06. I Am

 Alexandra Burke - Overcome 
- 02. Good Night Good Morning
- 11. Nothing But the Girl

 Lionel Richie - Just Go 
- 01. Forever
- 07. Through My Eyes
- 08. I'm in Love
- 09. Think of You
- 11. Pastime

 Utada - This Is the One 
- 02. Merry Christmas Mr. Lawrence - FYI
- 03. Apple and Cinnamon
- 05. This One (Crying Like a Child)
- 08. Poppin
- 09. Come Back to Me
- 10. Me Muero

 Flo Rida - R.O.O.T.S. 
- 07. Be On You (feat. Ne-Yo)

 Day26 - Forever in a Day 
- 17. Honest (iTunes Pre-Order Only)

 Elliott Yamin - Fight for Love 
- 04. You
- 06. Don't Be Afraid

 Ruben Studdard - Love Is 
- 01. Together
- 04. How You Make Me Feel

 Esmée Denters - Outta Here 
- 04. Love Dealer
- 09. Just Can't Have It

### 2010
Mario - D.N.A. (October 13, 2009) 
- 00. My Side of the Story
- 00. Crazy Kind of Love
- 00. Stuttering
- 00. I Choose You
- 00. Rules

 Monica - Still Standing 
- 00. Taxi
- 00. Believing in Me

 Sugababes - Sweet 7 
- 05. Thank You For The Heartbreak
- 09. No More You
- 11. Sweet & Amazing (Make It the Best)
- 12. Little Miss Perfect

 Johntá Austin - Ocean Drive (2010) 
- 00. 17 Minutes
- 00. My Love
- 00. Lost
- 00. This Love
- 00. Supreme (Brandy Demo)
- 00. Lost Inside Your Love
- 00. The Hearth Never Lie
- 00. Come Clean
- 00. Can't Take Her Man
- 00. You May Never Know
- 00. 17 Minutes (Version 2)
- 00. Dot It All Again

 Angel's Touch - Fame & All The Glory (2009) 
- 07. Same Time, Same Place
- 09. Remember That (feat. Ne-Yo)
- 12. I Feel Me

 Lindsay Lohan - TBA (2009/2010) 
- 00. Bossy

 Brandy - TBA (Late 2009/Early 2010) 
- 00. Decisions (feat. Ne-Yo)
- 00. Too Little Too Late (feat. Ne-Yo)

 Alien Beat Club - TBA (2009/2010) 
- 00. My Way

 Katy Perry - Teenage Dream 
- 04. Firework
- 05. Peacock

 Keri Hilson - No Boys Allowed 
- 06. Lose Control (Let Me Down) (feat. Nelly)

 Ne-Yo - Libra Scale 
- 09. Beautiful Monster

 Rihanna - Loud 
- 01. S&M
- 02. What's My Name? (featuring Drake)
- 05. Only Girl (in the World)

 JLS - Outta This World 
- 03. Outta This World
- 05. Work
- 11. Love at War

 Madcon - Contraband 
- 06. Do What You Do (featuring Ne-Yo)

 Sean Kingston - TBA 
- 00. Party All Night (Sleep All Day)

 Claude Kelly - Untitled 
- 00. Love You To Death

### 2011
Alexis Jordan - Alexis Jordan
- 01. Happiness
- 02. Good Girl
- 03. How You Like Me Now
- 04. Say That
- 05. Love Mist
- 06. Habit
- 07. Hush Hush
- 09. Shout Shout
- 10. Laying Around

Jennifer Hudson - I Remember Me
- 02. I Got This

Nicole Scherzinger - Killer Love
- 06. Wet

Britney Spears - Femme Fatale
- 15. Selfish (Deluxe Edition Bonus Track)

Wiz Khalifa - Rolling Papers
- 03. Black and Yellow
- 04. Roll Up
- 06. Wake Up

Depeche Mode -  Personal Jesus (2011)
- 01. Personal Jesus (Stargate Remix)

Jennifer Lopez - Love?
- 03. I'm Into You (featuring Lil Wayne)

Tinie Tempah - Disc-Overy (US Edition)
- 04. Till I'm Gone (featuring Wiz Khalifa)
- 11. Love Suicide (featuring Ester Dean)

Kelly Rowland - Here I Am
- 11. Heaven And Earth (Deluxe Edition Bonus Track)

Cobra Starship - Night Shades
- 6. Middle Finger (featuring Mac Miller)

Rihanna - Talk That Talk
- 04. Talk That Talk (featuring Jay-Z)
- 08. Drunk on Love
- 09. Roc Me Out

Mary J. Blige - My Life II... The Journey Continues (Act 1)
- 17. One Life

Jasmine - One
- 01. One

Marina & the Diamonds - Electra Heart
- 03. Radioactive (Deluxe Edition Bonus Track)

RichGirl - Fall in Love with RichGirl
- 7. Roc
- 9. Decisions

### 2012
Sean Paul - Tomahawk Technique
- 01. Got 2 Luv U (featuring Alexis Jordan)
- 08. How Deep Is Your Love (featuring Kelly Rowland)
- 09. Put It On You

Train - California 37
- 08. Mermaid

Conor Maynard - Contrast
- 02. Turn Around (featuring Ne-Yo)

Wiz Khalifa - O.N.I.F.C.
- 06. Work Hard, Play Hard

Rita Ora - Ora
- 04. R.I.P. (featuring Tinie Tempah)
- 07. Love and War (featuring J. Cole)
- 14. Young, Single & Sexy

Karmin - Hello
- 07. Hello

Owl City - Shooting Star (EP) / The Midsummer Station
- 01. / 02. Shooting Star

The Cataracs - Gordo Taqueria
- 07. Roll The Dice

Ne-Yo - R.E.D.
- 03. Let Me Love You (Until You Learn to Love Yourself)
- 04. Miss Right
- 07. Be the One
- 11. Forever Now
- 18. Burning Up

Rihanna - Unapologetic
- 02. Diamonds
- 06. Jump
- 07. Right Now  (featuring David Guetta)
- 14. Lost in Paradise
- 15. Half of Me

### 2013
Mariah Carey - Il grande e potente Oz: Music from the Motion Picture
- 01. Almost Home

Alexis Jordan - Promotional single
- 01. Acid Rain

Jessica Sanchez - Me, You & the Music
- 01. Tonight  (featuring Ne-Yo)
- 11. Fairytale  (Philippines Edition Bonus Track)

Selena Gomez - Stars Dance
- 05. Come & Get It

Joe - Double Back: Evolution of R&B
- 04. Compromise

Keith Urban - Fuse
- 04. Shame[1]

Icona Pop - This Is...Icona Pop
- 05. Girlfriend
- 08. Just Another Night
- 09. Hold On

Madcon - Icon
- 03. Unbreakable

Ylvis
- 00. The Fox (What Does the Fox Say?)

Jessie J - Alive
- 02. Thunder
- 06. Breathe
- 14. Unite

Katy Perry - Prism
- 11. This Moment
- 15. It Takes Two

Lady Antebellum - Golden
- 13. Compass

Pitbull - Meltdown
- 14. That High  (featuring Kelly Rowland)

Lea Michele - Louder
- 01. Cannonball

### 2014
Sean Paul - Full Frequency
- 08. It's Your Life

Ester Dean - Rio 2 - Music from the Motion Picture
- 02. Rio Rio  (featuring B.o.B)

Iggy Azalea - The New Classic
- 10. Black Widow  (featuring Rita Ora)

Michael Jackson - Xscape
- 04. A Place with No Name  (Xscape - Standard Edition)

Wiz Khalifa - Blacc Hollywood
- 10. So High  (featuring Ghost Loft)

Maroon 5 - V
- 06. Leaving California

Ylvis - Volume 1
- 01. Intolerant
- 02. Yoghurt
- 05. Mr. Toot
- 09. Trucker's Hitch

Donkeyboy - TBA
- 00. Hero

Tinashe - Aquarius
- 09. All Hands on Deck
- 13. Feels Like Vegas

Keyshia Cole -  Point of No Return 
- 08. Believer

Nico & Vinz - Black Star Elephant
- 13. Imagine

Various Artists – Annie - La felicità è contagiosa (Original Motion Picture Soundtrack)
- 09. The City's Yours – Jamie Foxx e Quvenzhané Wallis

Charli XCX -  Sucker 
- 02. Break the Rules

Alexandre Desplat – Unbroken – Original Motion Picture Soundtrack
- 24. Miracles – Coldplay

### 2015
Mikky Ekko -  Time
- 01. Watch Me Rise

Ne-Yo -  Non-Fiction
- 06. Coming with You

Kid Ink -  Full Speed
- 04. Body Language  (featuring Usher e Tinashe)

Fifth Harmony -  Reflection
- 04. Worth It  (featuring Kid Ink)

Rixton -  Let the Road
- 02. Wait on Me

Charli XCX -  Sucker 
- 15. Red Balloon  (Sucker - European version)

Various Artists - Home (Original Motion Picture Soundtrack) 
- 03. Cannonball - Kiesza
- 05. Red Balloon - Charli XCX
- 06. Dancing in the Dark - Rihanna
- 08. Feel the Light - Jennifer Lopez
- 00. Slushious - Balkan Beat Box feat. Stargate  (Additional film music) (Not included on the album)

Donkeyboy - TBA
- 00. Downtown

Alexa Goddard - TBA
- 00. Marilyn
- 00. So There
- 00. Stay Pretty

Selena Gomez -  Revival 
- 04. Same Old Love
- 05. Sober
- 16. Cologne

Demi Lovato - Confident
- 08. Wildfire

Erik Hassle - TBA
- 00. Natural Born Lovers

Ty Dolla Sign - Free TC
- 14. Bring It Out of Me
- 00. Drop That Kitty  (featuring Charli XCX e Tinashe)   (Not included on the album)

Kylie Minogue - Kylie Christmas
- 07. Every Day's Like Christmas

Coldplay - A Head Full of Dreams
- 01. A Head Full of Dreams
- 02. Birds
- 03. Hymn for the Weekend
- 04. Everglow
- 05. Adventure of a Lifetime
- 06. Fun
- 07. Kaleidoscope
- 08. Army of One (includes a hidden track X Marks the Spot at 3:25)
- 09. Amazing Day
- 11. Up&Up
- 12. Miracles  (Japanese bonus track)

### 2016
Pia Mia - TBA
- 00. Touch

Shakira -  Zootopia 
- 01. Try Everything

Gwen Stefani -  This Is What the Truth Feels Like 
- 09. Asking 4 It  (featuring Fetty Wap)

Ylvis
- 00. Language of Love

ASAP Ferg - Always Strive and Prosper
- 13. Let You Go

Fifth Harmony - 7/27
- 04. Write on Me
- 06. All in My Head (Flex) (featuring Fetty Wap)
- 07. Squeeze
- 08. Gonna Get Better
- 09. Scared of Happy
- 13. Worth It (No Rap) (United Kingdom deluxe edition)

Tinashe - Joyride
- 00. Just Like You

Various Artists - The Get Down Soundtrack
- 11. Telepathy - Christina Aguilera (featuring Nile Rodgers)

### 2017
Charli XCX - TBA
- 00. After the Afterparty (featuring Lil Yachty)

Julia Michaels - Nervous System
- 01. Issues

Sofia Carson - TBA
- 02. Back to Beautiful

Major Lazer - Music Is the Weapon
- 00. Run Up (featuring PARTYNEXTDOOR e Nicki Minaj)

Bebe Rexha - All Your Fault: Pt. 1
- 06. Bad **** (featuring Ty Dolla Sign)

Zara Larsson - So Good
- 08. Sundown (featuring Wizkid)

Stargate - TBA
- 00. Waterfall (featuring Pink & Sia)

OneRepublic - TBA
- 00. No Vacancy

Camila Cabello
- 00. OMG (featuring Quavo)

Bebe Rexha - All Your Fault: Pt. 2
- 02. I Got Time

Rachel Platten - Waves
- 05. Broken Glass

Sam Smith - The Thrill of It All
- 01. Too Good at Goodbyes

Majid Jordan - The Space Between
- 04. Body Talk

Charli XCX - Pop 2
- 10. Track 10

Daya - TBA
- 00. New

### 2018
Tinashe - Joyride
- 03. No Drama (featuring Offset)
- 11. Faded Love (featuring Future)

Ne-Yo - Good Man
- 07. Push Back (con Bebe Rexha & Stefflon Don)
- 12. Over U
- 13. Withouth U

Sabrina Carpenter - Singular: Act I
- 01. Almost Love

Khalid - The Uncle Drew Motion Picture Soundtrack
- 00. Stay

Charli XCX - TBA
- 00. Girls Night Out

Jaira Burns - TBA
- 00. This Time Around

David Guetta - 7
- 02. Battle (featuring Faouzia)
- 04. Blame It on Love (featuring Madison Beer)
- 07. I'm that Bitch (featuring Saweetie)
- 11. Motto (con Steve Aoki featuring Lil Uzi Vert, G-Eazy e Mally Mal)
- 12. Drive (& Black Coffee featuring Delilah Montague)
- 15. Light Headed (& Sia)

Khalid - Suncity
- 06. Better

MØ - Forever Neverland
- 08. If It's Over (featuring Charli XCX)

Rita Ora - Phoenix
- 11. Keep Talking (featuring Julia Michaels)
- 16. Soul Survivor

### 2019
Sam Smith
- 00. Dancing with a Stranger (con Normani)

Khalid - Free Spirit
- 04. Better
- 06. Right Back

Charli XCX - Charli
- 08. Blame It on Your Love (featuring Lizzo)

BTS - BTS World: Original Soundtrack
- 02. Dream Glow (con Charli XCX)

Little Mix
- 00. Bounce Back

Sabrina Carpenter - Singular: Act II
- 03. I Can't Stop Me (featuring Saweetie)

Liam Payne - LP1
- 06. Say It All
- 17. Down
- 19. Nobody Else